# Jacob Anderson
Jacob Basil Anderson (18 de junho de 1990) é um ator e músico britânico de origem afro-caribenha. Como ator, ficou conhecido por seu trabalho nos papéis do guerreiro Verme Cinzento na série de televisão Game of Thrones e do vampiro Louis de Pointe du Lac na série Entrevista com o Vampiro. Como músico, ele usa pseudônimo Raleigh Ritchie e, em 2016, lançou seu primeiro álbum, intitulado You're a Man Now, Boy, que foi bem recebido pela crítica.

## Trabalhos

### Como ator

#### Filmes
| Ano  | Título                            | Papel                  |
| ---- | --------------------------------- | ---------------------- |
| 2008 | Adulthood                         | Omen (Royston Peel)    |
| 2010 | Chatroom                          | Si                     |
| 2010 | 4.3.2.1.                          | Angelo                 |
| 2011 | Demons Never Die                  | Ricky                  |
| 2012 | The Swarm                         | Calvin                 |
| 2012 | Offender                          | Patrick                |
| 2012 | Comedown                          | Lloyd                  |
| 2012 | Paper Mountains                   | Reveller Boy           |
| 2017 | The Super Recogniser              | Scott                  |
| 2018 | Overlord                          | Soldado Charlie Dawson |
| 2020 | Everything - The Real Thing Story | Narrador (voz)         |
| 2023 | Slow Burn                         | Tug                    |
| 2024 | Timestalker                       | Scipio                 |

#### Televisão
| Ano           | Título                     | Papel                  | Notas                                                  |
| ------------- | -------------------------- | ---------------------- | ------------------------------------------------------ |
| 2007          | Doctors                    | Ryan Garvey            | Episódio: "Social Disease"                             |
| 2007          | The Bill                   | Clayton Fortune        | Episódio: "Code of Silence"                            |
| 2007          | The Whistleblowers         | Anthony James          | Episódio: "No Child Left Behind"                       |
| 2008          | Primeval                   | Lucien                 | Episódio: "#2.4"                                       |
| 2008          | Casualty                   | Dom Parke              | Episódio: "Diamond Dogs"                               |
| 2008          | Spooks                     | Dean Mitchell          | Episódio: "#7.6"                                       |
| 2011          | Injustice                  | Simon                  | 3 episódios                                            |
| 2011          | Outnumbered                | Chugger                | Episódio: "#4.2"                                       |
| 2012          | Skins                      | Ryan                   | Episódio: "Mini"                                       |
| 2012          | Silent Witness             | Dave                   | 2 episódios                                            |
| 2012          | Episodes                   | Kevin                  | 8 episódios                                            |
| 2012          | Beaver Falls               | Randy                  | Episódio: "#2.2"                                       |
| 2013–2014     | The Mimic                  | Steven Coombs          | Regular; 10 episódios                                  |
| 2013–2019     | Game of Thrones            | Verme Cinzento         | Recorrente; 34 episódios                               |
| 2013          | Broadchurch                | Dean Thomas            | 6 episódios                                            |
| 2019          | Saturday Night Live        | Himself                | Aparição, episódio: "Paul Rudd/DJ Khaled"              |
| 2021–2022     | Doctor Who                 | Vinder                 | Recorrente (Series 13, Centenary special); 7 episódios |
| 2022–presente | Interview with the Vampire | Louis de Pointe du Lac | Série de televisão                                     |

#### Web
| Ano       | Título                    | Papel       | Notas                  |
| --------- | ------------------------- | ----------- | ---------------------- |
| 2016      | Chicken Shop Date         | Ele mesmo   | 1 episódio             |
| 2016–2017 | Game Grumps               | Ele mesmo   | 4 episódios            |
| 2017      | Jack & Dean Of All Trades | Marcus Rose | Episódio: "Librarians" |

### Como músico
| Título                | Detalhes                                                                                                 | Posição nas paradas | Posição nas paradas |
| Título                | Detalhes                                                                                                 | UK                  | ESC                 |
| --------------------- | --- | ------------------- | ------------------- |
| You're a Man Now, Boy | - Lançamento: 26 de fevereiro de 2016 - Gravadora: Columbia Records - Formatos: Download digital, CD, LP | 32                  | 56                  |
| Andy                  | - Lançamento: 26 de junho de 2020 - Gravadora: Alacran Records - Formatos: Download digital, CD, LP      | —                   | —                   |